# 利斯特勞普城堡

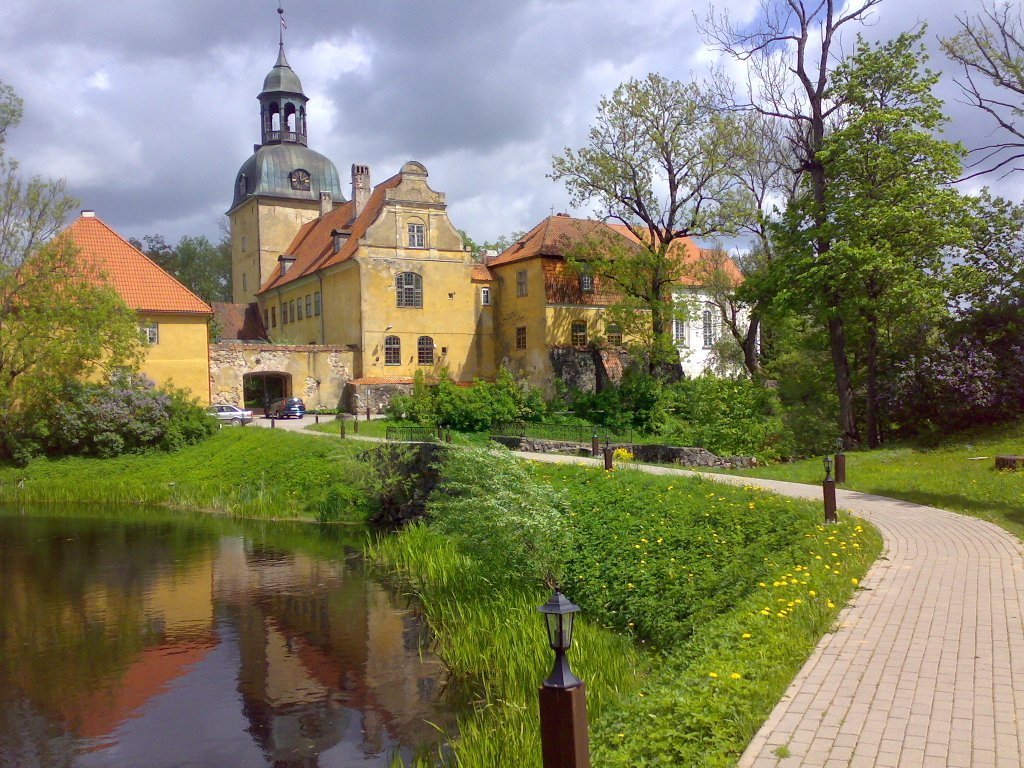

利斯特勞普城堡是拉脫維亞的一座城堡，位於拉脫維亞北部。這座城堡始建於13世紀，並在約1600年時增建了大塔。1906年至1909年，城堡進行了修復。在1963年至2018年，這座城堡曾作為醫院使用。

## 外部連結
- （拉脫維亞語） Lielstraupe Castle
- 维基共享资源上的相關多媒體資源：利斯特勞普城堡